# Кинонаграда MTV за лучший фильм
Список лауреатов и номинантов кинонаграды MTV в категории «Лучший фильм» (англ. Best Movie). С 2012 по 2017 год она была переименована в «Фильм года» (англ. Movie of the Year).
| Церемония | Год церемонии | Лауреат                                 | Номинанты | Пр.    |
| --------- | ------------- | --------------------------------------- | --- | ------ |
| 1-я       | 1992          | Терминатор 2: Судный день               | Огненный вихрь Ребята по соседству Джон Ф. Кеннеди. Выстрелы в Далласе Робин Гуд: Принц воров                 | [ 1 ]  |
| 2-я       | 1993          | Несколько хороших парней                | Аладдин Основной инстинкт Телохранитель Малколм Икс                                                           | [ 2 ]  |
| 3-я       | 1994          | Угроза обществу                         | Беглец Парк Юрского периода Филадельфия Список Шиндлера                                                       | [ 3 ]  |
| 4-я       | 1995          | Криминальное чтиво                      | Ворон Форрест Гамп Интервью с вампиром Скорость                                                               | [ 4 ]  |
| 5-я       | 1996          | Семь                                    | Аполлон-13 Храброе сердце Бестолковые Опасные мысли                                                           | [ 5 ]  |
| 6-я       | 1997          | Крик                                    | Скала Ромео + Джульетта День независимости Джерри Магуайер                                                    | [ 6 ]  |
| 7-я       | 1998          | Титаник                                 | Без лица Умница Уилл Хантинг Люди в чёрном Остин Пауэрс: Международный человек-загадка                        | [ 7 ]  |
| 8-я       | 1999          | Все без ума от Мэри                     | Армагеддон Спасти рядового Райана Влюблённый Шекспир Шоу Трумана                                              | [ 8 ]  |
| 9-я       | 2000          | Матрица                                 | Красота по-американски Американский пирог Остин Пауэрс: Шпион, который меня соблазнил Шестое чувство          | [ 9 ]  |
| 10-я      | 2001          | Гладиатор                               | Крадущийся тигр, затаившийся дракон Эрин Брокович Ганнибал Люди Икс                                           | [ 10 ] |
| 11-я      | 2002          | Властелин колец: Братство Кольца        | Чёрный ястреб Блондинка в законе Шрек Форсаж                                                                  | [ 11 ] |
| 12-я      | 2003          | Властелин колец: Две крепости           | Звонок 8 миля Парикмахерская Человек-паук                                                                     | [ 12 ] |
| 13-я      | 2004          | Властелин колец: Возвращение короля     | В поисках Немо 50 первых поцелуев Люди Икс 2 Пираты Карибского моря: Проклятие «Чёрной жемчужины»             | [ 13 ] |
| 14-я      | 2005          | Наполеон Динамит                        | Человек-паук 2 Суперсемейка Рэй Убить Билла 2                                                                 | [ 14 ] |
| 15-я      | 2006          | Незваные гости                          | Бэтмен: Начало Кинг-Конг Город грехов 40-летний девственник                                                   | [ 15 ] |
| 16-я      | 2007          | Пираты Карибского моря: Сундук мертвеца | 300 спартанцев Борат Лезвия славы: Звездуны на льду Маленькая мисс Счастье                                    | [ 16 ] |
| 17-я      | 2008          | Трансформеры                            | Пираты Карибского моря: На краю света Сокровище нации: Книга тайн Джуно Я — легенда Superперцы                | [ 17 ] |
| 18-я      | 2009          | Сумерки                                 | Железный человек Тёмный рыцарь Классный мюзикл: Выпускной Миллионер из трущоб                                 | [ 18 ] |
| 19-я      | 2010          | Сумерки. Сага. Новолуние                | Алиса в Стране чудес Аватар Гарри Поттер и Принц-полукровка Мальчишник в Вегасе                               | [ 19 ] |
| 20-я      | 2011          | Сумерки. Сага. Затмение                 | Гарри Поттер и Дары Смерти: часть 1 Начало Социальная сеть Чёрный лебедь                                      | [ 20 ] |
| 21-я      | 2012          | Сумерки. Сага: Рассвет — Часть 1        | Девичник в Вегасе Голодные игры Гарри Поттер и Дары Смерти: Часть 2 Прислуга                                  | [ 21 ] |
| 22-я      | 2013          | Мстители                                | Джанго освобождённый Мой парень — псих Третий лишний Тёмный рыцарь: Возрождение легенды                       | [ 22 ] |
| 23-я      | 2014          | Голодные игры: И вспыхнет пламя         | 12 лет рабства Афера по-американски Хоббит: Пустошь Смауга Волк с Уолл-стрит                                  | [ 23 ] |
| 24-я      | 2015          | Виноваты звёзды                         | Голодные игры: Сойка-пересмешница. Часть 1 Исчезнувшая Одержимость Отрочество Сельма Снайпер Стражи галактики | [ 24 ] |
| 25-я      | 2016          | Звёздные войны: Пробуждение силы        | Мстители: Эра Альтрона Крид: Наследие Рокки Дэдпул Мир юрского периода Голос улиц                             | [ 25 ] |
| 26-я      | 2017          | Красавица и чудовище                    | Прочь Логан Изгой один: Звёздные войны. Истории Почти семнадцать                                              | [ 26 ] |
| 27-я      | 2018          | Чёрная пантера                          | Мстители: Война бесконечности Улётные девчонки Оно Чудо-женщина                                               | [ 27 ] |
| 28-я      | 2019          | Мстители: Финал                         | Чёрный клановец Человек-паук: Через вселенные Всем парням, которых я любила раньше Мы                         |        |
| 29-я      | 2021          | Всем парням: С любовью…                 | Борат 2 Иуда и чёрный мессия Девушка, подающая надежды Душа                                                   | [ 28 ] |
| 30-я      | 2022          | Человек-паук: Нет пути домой            | Дюна Крик Шан-Чи и легенда десяти колец Проект «Адам» Бэтмен                                                  | [ 29 ] |
| 31-я      | 2023          | Крик 6                                  | Аватар: Путь воды Нет Топ Ган: Мэверик Улыбка Чёрная Пантера: Ваканда навеки Элвис                            |        |